# Bobby Hutchins
 (septembre 2017).
Si vous disposez d'ouvrages ou d'articles de référence ou si vous connaissez des sites web de qualité traitant du thème abordé ici, merci de compléter l'article en donnant les références utiles à sa vérifiabilité et en les liant à la section « Notes et références ».
Pour les articles homonymes, voir Hutchins.
Bobby Hutchins est un acteur américain né le 29 mars 1925 et mort le 17 mai 1945 , connu pour son rôle de Wheezer dans Les Petites Canailles.

## Carrière
Bobby apparaît pour la première fois à l'écran en 1927 à l'âge de deux ans, dans un des courts métrages muets des Petites Canailles qui s'intitule Baby Brother (en). Plus tard, il jouera dans d'autres courts métrages des Petites Canailles, comme School's Out, Bouncing Babies, Pups is Pups, Big Ears et Dogs is Dogs.
Il quitte Les Petites Canailles en 1933, à l'âge de huit ans, après une dernière apparition dans Mush and Milk.
Plus tard, en 1943, alors âgé de 18 ans, il se fit enrôler dans l'armée américaine. Il est mort en 1945 dans une collision aérienne pendant un exercice sur une base arrière du Texas du nom de 42-86536. Son copilote Edward F. Hamel a survécu à la collision et la mère de Hutchins, Olga Hagerson, était venue pour distribuer les diplômes après son décès. Bobby Hutchins n'avait que 20 ans.

## Filmographie
- Les Petites Canailles : Wheezer
- 1931 : Les Bijoux volés : Wheezer